# CDU Rheinland-Pfalz
Die CDU Rheinland-Pfalz ist ein Landesverband der CDU in Rheinland-Pfalz. Von 1947 bis 1991 war sie stärkste Partei im Landtag Rheinland-Pfalz und stellte während dieser Zeit den Ministerpräsidenten. Seit 1991 befindet sich die Landespartei in der Opposition. Damit ist sie bundesweit der Landesverband mit der längsten Abstinenz von der Regierungsverantwortung.
Der langjährige deutsche Bundeskanzler Helmut Kohl war Mitglied des Landesverbandes und von 1966 bis 1974 sein Parteivorsitzender. Er war von Mai 1969 bis Dezember 1976 Ministerpräsident von Rheinland-Pfalz.

## Organisation

### Landesvorstand
Seit der Wahl auf dem 76. Landesparteitag der CDU Rheinland-Pfalz in Frankenthal am 21. September 2024 setzt sich der Landesvorstand wie folgt zusammen:
| Vorsitzende                                | Gordon Schnieder MdL |
| Stellvertretende Vorsitzende               | Jenny Groß MdL, Mechthild Heil MdB, Jan Metzler MdB |
| Generalsekretär                            | Johannes Steiniger MdB |
| Politischer Landesgeschäftsführer          | Jan Zimmer |
| Schatzmeister                              | Winfried Görgen |
| Mitgliederbeauftragte                      | Christina Rauch |
| Beisitzer                                  | Carolin Bahnemann, Thomas Barth MdL, Justus Brühl, Ursula Düll, Louis-Philipp Lang, Laura Ludwig, Jens Münster MdL, Jan Petry, Kerstin Rudat, Dr. Susanne Scheppe, Petra Schneider MdL, Christian Schwab, Peter Uebel, Karina Wächter MdL, Markus Wolf MdL |
| Kooptierte Mitglieder des Landesvorstandes | Stefanie Bach, Isabell Biersack, Sertaç Bilgin, Martin Brandl MdL, Ursula Groden-Kranich, Jan Grünewald, Pia Grundhöfer, Gereon Hausmann, Christopher Haus, Ulrich Helleberg, Dr. Jens Hoffmann, Dennis Junk MdL, Julia Klöckner MdB, Christoph Kühn, Matthias Lammert MdL, Philipp Lerch, Dr. Fred-Holger Ludwig, Tobias Meyer, Nikolaus Poppitz, Wolfgang Reeder, Peter Schmitt, Christian Schneider, Christine Schner MdEP, Patrick Schnieder MdB, Ralf Seekatz MdEP, Jessica Weller, Thomas Wolff |

### Gliederung
Der Landesverband der CDU in Rheinland-Pfalz besteht aus drei Bezirksverbänden, 36 Kreisverbänden und 200 Gemeindeverbänden und weit über 1000 Ortsverbänden.
Der rheinland-pfälzische Landesverband umfasst insgesamt 36 Kreisverbände:

Ahrweiler, Altenkirchen, Alzey-Worms, Bad Dürkheim, Bad Kreuznach, Bernkastel-Wittlich, Birkenfeld, Bitburg-Prüm, Cochem-Zell, Donnersberg, Frankenthal, Germersheim, Kaiserslautern-Land, Kaiserslautern-Stadt, Koblenz, Kusel, Landau, Ludwigshafen, Mainz-Bingen, Mainz-Stadt, Mayen-Koblenz, Neustadt, Neuwied, Pirmasens, Rhein-Hunsrück, Rhein-Lahn, Rhein-Pfalz, Speyer, Südliche Weinstraße, Südwestpfalz, Trier-Saarburg, Trier-Stadt, Vulkaneifel, Westerwald, Worms, Zweibrücken

## Geschichte

### Gründung (1945–1947)

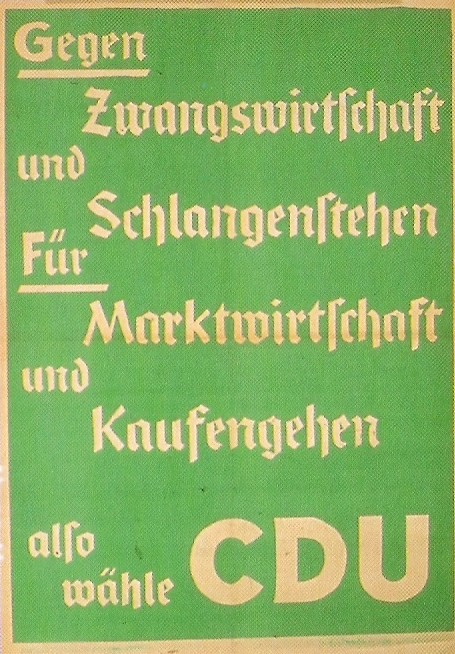
CDU-Plakat aus dem Landtagswahlkampf 1947

Im September 1945 wurde von einer Gruppe Trierer Persönlichkeiten wie der Studienrätin Mathilde Gantenberg die Christlich-Demokratische Partei (CDP) gegründet, die im Dezember desselben Jahres auf Bezirksebene von der französischen Besatzungsbehörde zugelassen wurde. In Koblenz wurde die CDP im Januar 1946 zugelassen. Am 31. Januar 1946 erfolgte der Zusammenschluss der CDP-Bezirksverbände Trier, Koblenz und Montabaur zur Provinzialpartei Rheinland-Hessen-Nassau.
In Rheinhessen und der Pfalz wurde hingegen ein Landesverband der Christlich-Demokratischen Union (CDU) gegründet. Die erste lokale Gründung erfolgte in Landau. Dort wurde bereits im September 1944 der Gedanke einer überkonfessionellen Partei diskutiert. Initiatoren waren Johannes Finck, katholischer Pfarrer (ehemals Zentrum) und Gustav Wolff, evangelischer Lehrer (ehemals Zentrum). Am 20. Dezember 1945 wurde in der „Turmzimmerkonferenz“ in Winzingen der Name CDU und Verzicht auf eine Wiedergründung des Zentrums beschlossen. Die Gründung am 27. Januar 1946 mit paritätischem Vorstand. Die Zulassung erfolgte am 5. März 1946.
In Rheinhessen bildete sich um Lorenz Diehl (ehemaliger Generalsekretär des Zentrums im Volksstaat Hessen) und Jakob Bieroth am 5. Januar 1946 die „Christlich-Soziale Volkspartei“. Am 3. März erfolgte unter Druck der Besatzungsmacht die Einigung auf „CDU Hessen-Pfalz“. Infolgedessen existierten am 30. August 1946 bei der Bildung des Bundeslandes Rheinland-Pfalz zwei christdemokratisch ausgerichtete Parteien im Land. Eine Einigung der Gruppen erwies sich als schwierig. In der beratenden Landesversammlung wurde ein „christlich-demokratischer Block“ statt einer gemeinsamen Fraktion gebildet.
Bei den ersten freien Wahlen wurde die christdemokratischen Parteien mit Abstand stärkste Kraft. Bei den Gemeindewahlen am 15. September 1946 erhielten sie 45,2 % der Stimmen (SP 24,5 %, KP 6,5 %, Sozialer Volksbund 1 %, Parteilose 28,8 %), bei den Kreistagswahlen am 13. Oktober 1946 sogar 54,9 % (SP 30,2, KP 7,4, Sozialer Volksbund 4,9, Liberale Partei 2,5, Deutsche Partei 0,1). Die Christdemokraten erreichten sowohl in den katholischen wie in den protestantischen Gebieten hohe Werte.
Am 2. Dezember 1946 wurde Wilhelm Boden von den französischen Besatzungsbehörden auf Initiative von Claude Hettier de Boislambert zum provisorischen Ministerpräsidenten des neu gebildeten Landes Rheinland-Pfalz ernannt. Dem ersten Landeskabinett gehörten neben Christdemokraten auch zwei SPD-Mitglieder an. Landesminister für Wiederaufbau und Verkehr wurde das KPD-Mitglied Willy Feller.

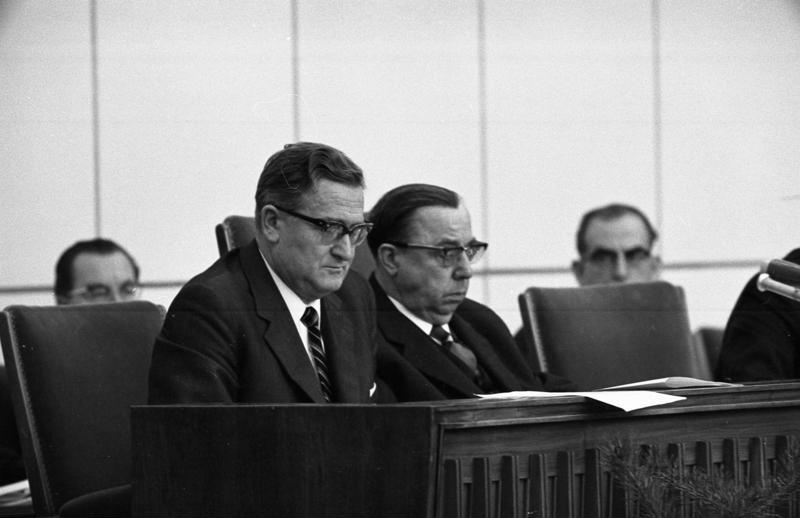
Ministerpräsident Peter Altmeier (1966, vorne rechts) bei einer Plenarsitzung im Bundesrat

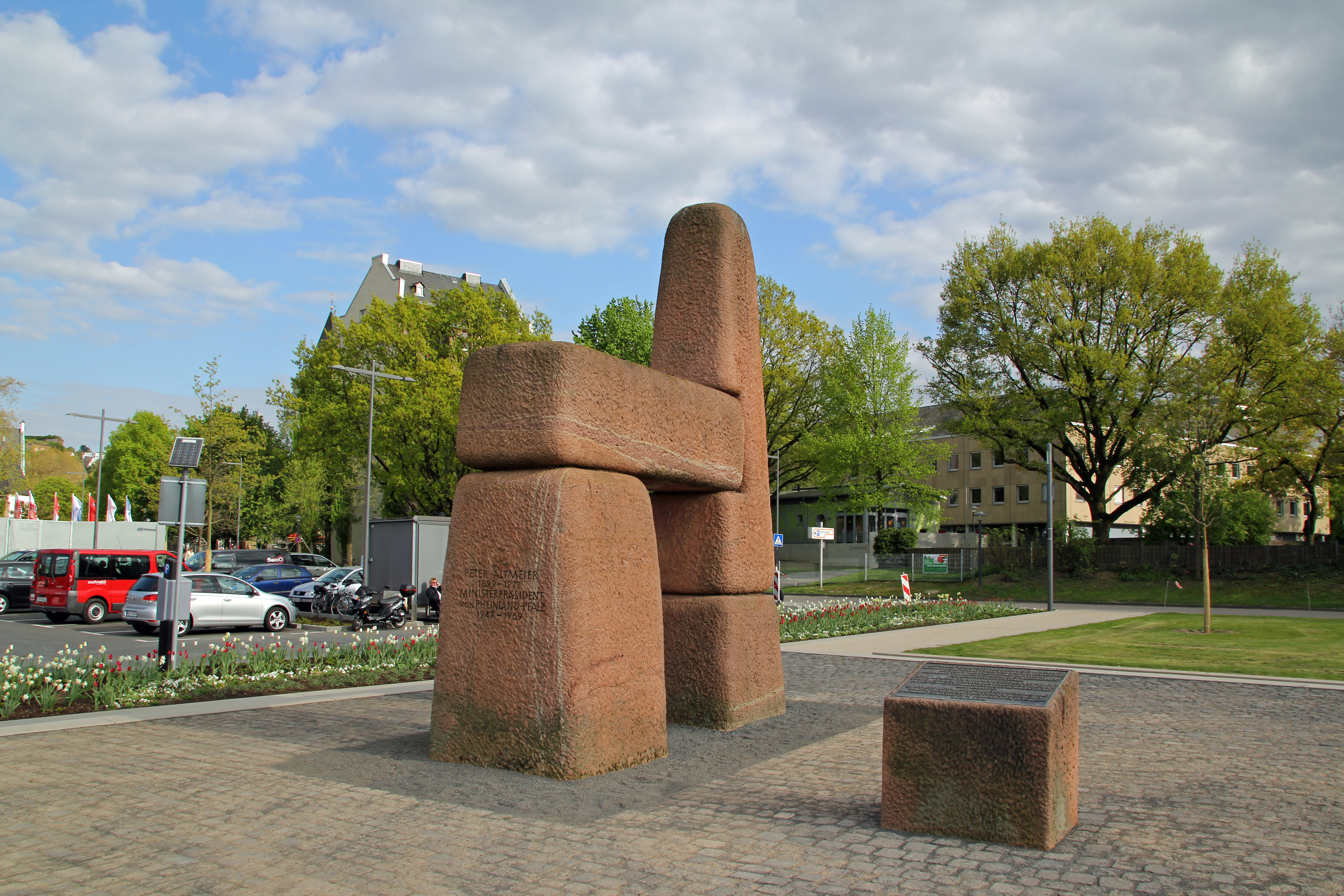
Das Peter-Altmeier-Denkmal in Koblenz

Am 14. Februar 1947 kam es zum Treffen der Parteivorstände aus den fünf Regierungsbezirken Trier, Koblenz, Montabaur, Rheinhessen und Pfalz, um einen Landesverband zu bilden. Den Vorsitz der neu gegründeten Landespartei „CDU Rheinland-Pfalz“ übernahm der in Saarbrücken geborene CDU-Politiker Peter Altmeier. Der erste Landesparteitag am 25. März 1947 bestätigte diese Wahl. Die CDU RLP war Herausgeber der Parteizeitung Der Westen – Christlich-Demokratische Rundschau mit einer Startauflage im Mai 1947 von 100.000 Exemplaren. Die Zeitung erschien in Neuwied bis April 1949.

### Die Zeit unter Peter Altmeier und Helmut Kohl (1947–1976)
Nach der ersten Landtagswahl am 18. Mai 1947 stellte Boden ein nur aus CDU-Mitgliedern bestehendes Kabinett zusammen. Boden übernahm darin neben dem Amt des Ministerpräsidenten auch das Innenministerium. Boden wurde allerdings wegen seiner kritischen Haltung gegenüber protestantischen Heimatvertriebenen als Ministerpräsident für die Landes-CDU unhaltbar.
Am 9. Juli 1947 wurde Peter Altmeier zum Ministerpräsidenten von Rheinland-Pfalz gewählt und läutete damit die 22 Jahre andauernde „Ära Altmeier“ ein. 1948 bis 1967 übte Altmeier in Personalunion auch das Amt des Wirtschaftsministers aus. Altmeier regierte 1947 bis 1951 zusammen mit SPD, LDP und KPD. Am 13. Juni 1951 bildete er eine schwarz-gelbe Koalition.
1966 folgte ihm Helmut Kohl als Chef der Landes-CDU nach, 1969 auch im Amt des Ministerpräsidenten. Kohl konnte als Spitzenkandidat seiner Partei 1971 die absolute Mehrheit erringen. 1973 wurde Kohl als Nachfolger von Rainer Barzel zum neuen Bundesvorsitzenden der CDU gewählt. Bei der Landtagswahl in Rheinland-Pfalz 1975 gelang es Kohl erneut, eine absolute Landtagsmehrheit seiner Partei zu erlangen. Ein Jahr später trat er als Kanzlerkandidat der Unionsparteien bei der Bundestagswahl 1976 an und erreichte mit 48,6 % das bis dahin zweitbeste Ergebnis der Union bei einer Bundestagswahl. Da jedoch SPD und FDP zusammen mehr Mandate als CDU und CSU erhielten, blieb Helmut Schmidt Bundeskanzler und setzte die seit 1969 im Bund bestehende sozialliberale Koalition fort, während Kohl als Oppositionsführer nach Bonn ging.

### Die Zeit unter Bernhard Vogel und zunehmende innerparteiliche Querelen (1976–1991)
Kohls Nachfolger im Amt des rheinland-pfälzischen Ministerpräsidenten wurde der langjährige Kultusminister Bernhard Vogel. In seiner Zeit als Ministerpräsident trieb Vogel unter anderem den Ausbau der Hochschullandschaft in Rheinland-Pfalz voran. Auch mit Vogel an der Spitze konnte die Landes-CDU ihre absolute Mehrheit 1979 und 1983 vorerst verteidigen.

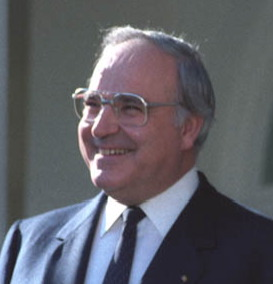
Helmut Kohl (1984) als Bundeskanzler

Nach dem Bruch der sozialliberalen Koalition im Bund wurde Kohl im Oktober 1982 im Zuge eines konstruktiven Misstrauensvotums gegen Helmut Schmidt von einer Parlamentsmehrheit aus CDU, CSU und FDP zum Bundeskanzler gewählt. Kohl hatte das Amt bis 1998 inne, wobei er sich stets auf eine schwarz-gelbe Koalition stützte.

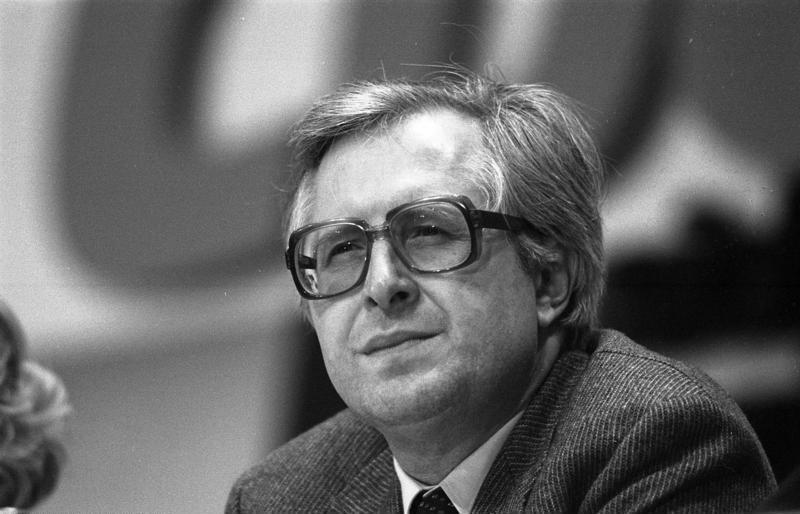
Bernhard Vogel (1981) als Ministerpräsident von Rheinland-Pfalz

In Rheinland-Pfalz kam es allerdings im Laufe der Zeit zu innerparteilichen Widerständen gegen Vogels Amtsführung. Als bei der Landtagswahl in Rheinland-Pfalz 1987 die CDU beinahe sieben Prozentpunkte und damit die absolute Mehrheit verlor und die Grünen erstmals in den rheinland-pfälzischen Landtag einzogen, sahen sich die parteiinternen Kritiker Vogels gestärkt. Nach der Wahl konnte zwar eine schwarz-gelbe Koalition gebildet werden, jedoch wurde vom damaligen Fraktionsvorsitzenden Hans-Otto Wilhelm gefordert, Vogel solle den Landesvorsitz abgeben. Die folgende Kampfkandidatur um den Parteivorsitz 1988 konnte Wilhelm für sich entscheiden, während Vogel unterlag. Daraufhin trat Vogel mit den Worten „Gott schütze Rheinland-Pfalz“ auch vom Amt des Ministerpräsidenten zurück.
Carl Ludwig Wagner erklärte sich bereit, Vogels Nachfolge zu übernehmen. Wagner geriet jedoch unter anderem wegen seiner Sympathiebekundung für eine potenzielle Koalition mit den Republikanern in die Kritik. 1991 führte Wagner die mittlerweile stark zerstrittene Landespartei zur ersten Niederlage bei einer rheinland-pfälzischen Landtagswahl. Die CDU wurde nur noch zweitstärkste Kraft im Landtag und konnte auch zusammen mit der FDP keine absolute Mehrheit der Mandate erreichen. Der Spitzenkandidat der SPD, Rudolf Scharping, bildete sodann eine Koalition mit der FDP und löste Wagner als Ministerpräsident ab, während die CDU fortan die Landtagsopposition bildete.

### Oppositionszeit (seit 1991)
Aufgrund der schweren Wahlniederlage der CDU gab Wilhelm bereits 1992 den Parteivorsitz ab. Ihm folgte Werner Langen, der im Kabinett Wagner das Landwirtschaftsministerium geführt hatte. Langen amtierte jedoch nur ein Jahr.
Bei der Landtagswahl 1996 trat der neue Landesvorsitzende Johannes Gerster als Spitzenkandidat seiner Partei gegen den Nachfolger Scharpings, Kurt Beck (SPD), an. Obwohl die SPD fünf Prozentpunkte verlor, das Ergebnis der Landes-CDU der letzten Landtagswahl gehalten werden konnte und sich sogar eine rechnerische schwarz-gelbe Landtagsmehrheit ergeben hatte, wurde die Koalition aus SPD und FDP fortgesetzt und die CDU verblieb in der Opposition. Gerster übernahm nach der Wahl auch das Amt des Fraktionschefs und wurde somit Oppositionsführer im Landtag.
Bereits 1997 trat Gerster jedoch sowohl vom Vorsitz der Landespartei als auch vom Vorsitz der Landtagsfraktion zurück.
Nachfolger in beiden Ämtern wurde Christoph Böhr, der bereits 1994 bis 1996 die Fraktion geführt hatte. 2001 trat Böhr, obwohl ihm geringe Popularitätswerte attestiert wurden, als Spitzenkandidat der Landespartei an. Die rheinland-pfälzische CDU erhielt das bis dahin schlechteste Ergebnis und musste in der Opposition verbleiben, während die sozialliberale Koalition unter Beck abermals fortgesetzt wurde. Böhr blieb Landespartei- und Fraktionschef und übernahm 2002 bis 2006 auch die Aufgaben eines stellvertretenden Bundesvorsitzenden der CDU. 2005 kam es zu einer Mitgliederbefragung der CDU Rheinland-Pfalz über die Spitzenkandidatur im folgenden Jahr, bei der es Böhr gelang, sich gegen den Trierer Bezirksvorsitzenden Peter Rauen durchzusetzen.
Als die CDU bei der Landtagswahl 2006 ihr bis dahin schlechtestes Ergebnis in Rheinland-Pfalz erzielte und die SPD die absolute Mehrheit der Landtagsmandate errang, trat Böhr als Partei- und Fraktionschef zurück.
In beiden Ämtern folgte ihm 2006 Christian Baldauf nach.

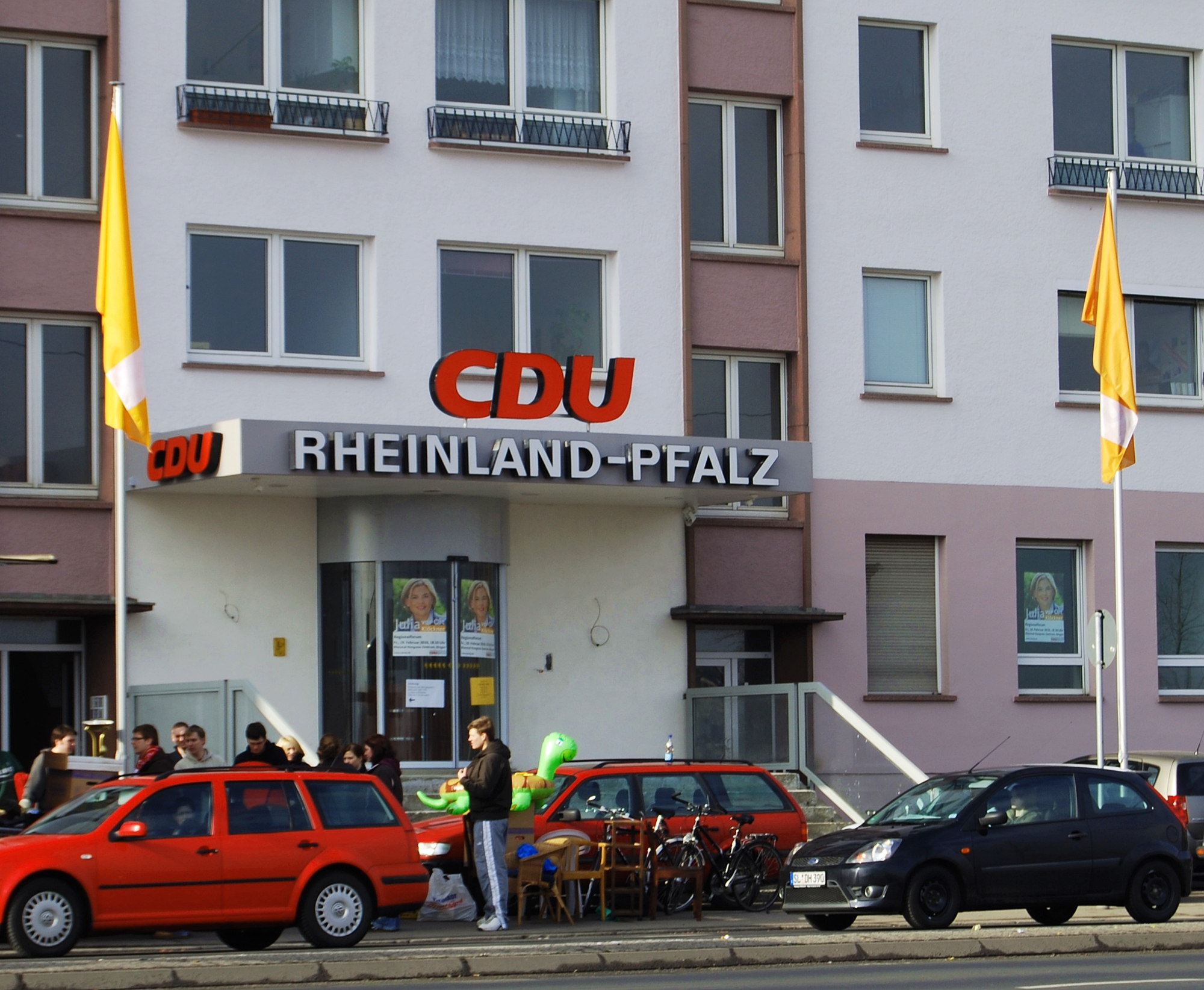
Landesgeschäftsstelle der CDU Rheinland-Pfalz in Mainz

2009 schlug Baldauf die damalige Staatssekretärin im Bundesministerium für Ernährung, Landwirtschaft und Verbraucherschutz Julia Klöckner als Spitzenkandidatin für die Landtagswahl 2011 vor. Im September 2010 folgte Klöckner Baldauf im Amt des Landesvorsitzenden.
Die CDU Rheinland-Pfalz musste am 20. Dezember 2010 zugeben, dass sie ihren Wahlkampf im Jahre 2006 illegal finanziert hatte. Generalsekretär Rosenbauer gestand ein, dass die Agentur C4 Consulting ihre Beratungsleistungen 2005/2006 im Wesentlichen für den Wahlkampf der rheinland-pfälzischen Christdemokraten erbracht hatte.
Unter der Führung Klöckners konnte die CDU ihr Landesergebnis bei der Landtagswahl 2011 erstmals seit 1983 wieder verbessern, doch blieb die Partei hinter der Landes-SPD, die die absolute Mandatsmehrheit verlor, nach wie vor nur zweite Kraft. Während in Rheinland-Pfalz erstmals eine rot-grüne Landesregierung gebildet wurde, blieb die CDU weiterhin in der Opposition. Klöckner übernahm nach der Wahl auch den Vorsitz der Landtagsfraktion. Baldauf übernahm sowohl im Landesvorstand als auch in der Fraktion einen der Stellvertreterposten.
Im Januar 2013 trat Kurt Beck aus gesundheitlichen Gründen als Ministerpräsident zurück. Zu seiner Nachfolgerin wurde Malu Dreyer gewählt.
Julia Klöckner erklärte ihrerseits ihre erneute Spitzenkandidatur für die Landtagswahl im März 2016. Obwohl die CDU von 2013 an in sämtlichen Umfragen zum Teil bis zu zehn Prozentpunkte vor der SPD lag, verlor die CDU am Wahltag selbst 3,4 Prozentpunkte und erzielte mit 31,8 Prozent der abgegebenen Stimmen erneut einen historischen Tiefstand in Rheinland-Pfalz. Malu Dreyer wurde als Ministerpräsidentin einer Ampelkoalition wiedergewählt, Julia Klöckner blieb Oppositionsführerin. Nachdem Julia Klöckner im März 2018 Bundesministerin für Ernährung und Landwirtschaft wurde, übernahm Christian Baldauf erneut den Fraktionsvorsitz im Landtag. Klöckner bleibt Parteivorsitzende.
Bei der Landtagswahl am 14. März 2021 trat der Fraktionsvorsitzende Baldauf als Spitzenkandidat gegen Malu Dreyer an, nachdem er sich Ende 2019 auf einem Parteitag als solcher gegen Marlon Bröhr durchsetzen konnte. Die CDU erreichte bei der Wahl mit 27,7 Prozent wieder einen historischen Tiefstand und verlor 4,1 Prozentpunkte gegenüber der Wahl 2016. Am 22. März 2023 wurde Gordon Schnieder als Nachfolger von Baldauf zum Vorsitzenden der Landtagsfraktion gewählt. Auf dem 76. Landesparteitag am 21. September 2024 wurde ein neuer Landesvorstand gewählt: Christian Baldauf trat nicht mehr an; das neue Spitzenduo der rheinland-pfälzischen CDU sind Gordon Schnieder MdL als Landesvorsitzender und Johannes Steiniger MdB als Generalsekretär.

## Parteivorsitzende des Landesverbandes
| Name                         | Name              | Beginn der Amtszeit | Ende der Amtszeit  |
| ---------------------------- | ----------------- | ------------------- | ------------------ |
| Thomas Dehler (3. von links) | Peter Altmeier    | 1946                | 1966               |
| Helmut Kohl                  | Helmut Kohl       | 1966                | 1974               |
| Bernhard Vogel               | Bernhard Vogel    | 1974                | 1988               |
| Hans-Otto Wilhelm            | Hans-Otto Wilhelm | 1988                | 1992               |
| Werner Langen                | Werner Langen     | 1992                | 1993               |
| Johannes Gerster             | Johannes Gerster  | 1993                | 1997               |
| Christoph Böhr               | Christoph Böhr    | April 1997          | 26. März 2006      |
| Christian Baldauf            | Christian Baldauf | 26. März 2006       | 25. September 2010 |
| Julia Klöckner               | Julia Klöckner    | 25. September 2010  | 26. März 2022      |
| Christian Baldauf            | Christian Baldauf | 26. März 2022       | 21. September 2024 |
| Gordon Schnieder             | Gordon Schnieder  | 21. September 2024  |                    |

## Fraktion

### Fraktionsvorsitzende

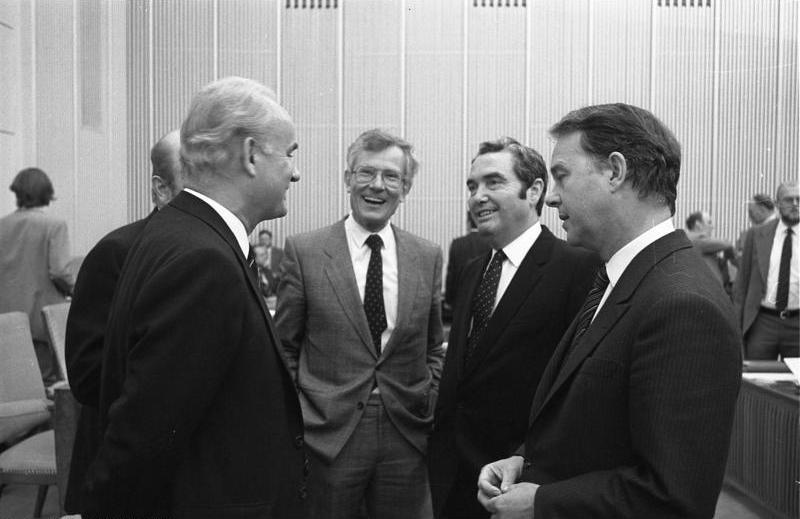
Johann Wilhelm Gaddum (1981, 3. von rechts)

| Jahre     | Vorsitzender          |
| --------- | --------------------- |
| 1947      | Peter Altmeier        |
| 1947–1951 | Alois Zimmer          |
| 1951–1961 | Wilhelm Boden         |
| 1961–1963 | Hermann Matthes       |
| 1963–1969 | Helmut Kohl           |
| 1969–1971 | Johann Wilhelm Gaddum |
| 1971–1972 | Willi Hörter          |
| 1973–1976 | Kurt Böckmann         |
| 1976–1981 | Rudi Geil             |
| 1981–1987 | Hans-Otto Wilhelm     |
| 1987–1988 | Emil Wolfgang Keller  |
| 1988–1994 | Hans-Otto Wilhelm     |
| 1994–1996 | Christoph Böhr        |
| 1996–1997 | Johannes Gerster      |
| 1997–2006 | Christoph Böhr        |
| 2006–2011 | Christian Baldauf     |
| 2011–2018 | Julia Klöckner        |
| 2018–2023 | Christian Baldauf     |
| seit 2023 | Gordon Schnieder      |

### Aktuelle Zusammensetzung
Im 18. Landtag von Rheinland-Pfalz ist die Fraktion der CDU mit insgesamt 31 Abgeordneten vertreten.

#### Fraktionsvorstand
- Gordon Schnieder, Fraktionsvorsitzender
- Ellen Demuth, stellvertretende Fraktionsvorsitzende
- Marcus Klein, stellvertretender Fraktionsvorsitzende
- Anke Beilstein, stellvertretende Fraktionsvorsitzende
- Matthias Lammert, stellvertretender Fraktionsvorsitzender
- Martin Brandl, Parlamentarischer Geschäftsführer
- Matthias Lammert, Vizepräsident des Landtags

#### Weitere Abgeordnete
Christian Baldauf, Thomas Barth, Ellen Demuth, Christoph Gensch, Horst Gies, Jennifer Groß, Dirk Herber, Dennis Junk, Marcus Klein, Michael Ludwig, Helmut Martin, Anette Moesta, Peter Moskopp, Jens Münster, Christof Reichert, Matthias Reuber, Lars Rieger, Marion Schneid, Petra Schneider, Tobias Vogt, Karina Wächter, Michael Wagner, Michael Wäschenbach, Thomas Weiner, Torsten Welling, Jessica Weller, Markus Wolf, Johannes Zehfuß

## Ergebnisse bei den Landtagswahlen
| Landtagswahlergebnisse | Landtagswahlergebnisse | Landtagswahlergebnisse | Landtagswahlergebnisse |
| Jahr                   | Stimmen                | Sitze                  | Spitzenkandidat        |
| ---------------------- | ---------------------- | ---------------------- | ---------------------- |
| 1947                   | 47,2 %                 | 48                     | Peter Altmeier         |
| 1951                   | 39,2 %                 | 43                     | Peter Altmeier         |
| 1955                   | 46,8 %                 | 51                     | Peter Altmeier         |
| 1959                   | 48,4 %                 | 52                     | Peter Altmeier         |
| 1963                   | 44,4 %                 | 46                     | Peter Altmeier         |
| 1967                   | 46,7 %                 | 49                     | Peter Altmeier         |
| 1971                   | 50,0 %                 | 53                     | Helmut Kohl            |
| 1975                   | 53,9 %                 | 55                     | Helmut Kohl            |
| 1979                   | 50,1 %                 | 51                     | Bernhard Vogel         |
| 1983                   | 51,9 %                 | 57                     | Bernhard Vogel         |
| 1987                   | 45,1 %                 | 48                     | Bernhard Vogel         |
| 1991                   | 38,7 %                 | 40                     | Carl-Ludwig Wagner     |
| 1996                   | 38,7 %                 | 41                     | Johannes Gerster       |
| 2001                   | 35,3 %                 | 38                     | Christoph Böhr         |
| 2006                   | 32,8 %                 | 38                     | Christoph Böhr         |
| 2011                   | 35,2 %                 | 41                     | Julia Klöckner         |
| 2016                   | 31,8 %                 | 35                     | Julia Klöckner         |
| 2021                   | 27,7 %                 | 31                     | Christian Baldauf      |

## Ergebnisse bei den Bundestagswahlen
| Bundestagswahlergebnisse | Bundestagswahlergebnisse | Bundestagswahlergebnisse | Bundestagswahlergebnisse | Bundestagswahlergebnisse |
| Jahr                     | Stimmenanzahl            | Stimmenanteil            | Sitze                    |                          |
| ------------------------ | ------------------------ | ------------------------ | ------------------------ | ------------------------ |
| 1949                     | 702.125                  | 49,0 %                   | 13                       |                          |
| 1953                     | 924.932                  | 52,1 %                   | 18                       |                          |
| 1957                     | 1.019.709                | 53,7 %                   | 18                       |                          |
| 1961                     | 964.270                  | 48,9 %                   | 16                       |                          |
| 1965                     | 1.013.573                | 49,3 %                   | 16                       |                          |
| 1969                     | 982.640                  | 47,8 %                   | 16                       |                          |
| 1972                     | 1.090.339                | 45,9 %                   | 15                       |                          |
| 1976                     | 1.211.208                | 49,9 %                   | 16                       |                          |
| 1980                     | 1.118.216                | 45,6 %                   | 15                       |                          |
| 1983                     | 1.241.886                | 49,6 %                   | 16                       |                          |
| 1987                     | 1.110.633                | 45,1 %                   | 15                       |                          |
| 1990                     | 1.078.796                | 45,6 %                   | 17                       |                          |
| 1994                     | 1.061.643                | 43,8 %                   | 15                       |                          |
| 1998                     | 975.258                  | 39,1 %                   | 14                       |                          |
| 2002                     | 967.011                  | 40,2 %                   | 13                       |                          |
| 2005                     | 877.632                  | 36,9 %                   | 12                       |                          |
| 2009                     | 767.487                  | 35,0 %                   | 13                       |                          |
| 2013                     | 958.655                  | 43,3 %                   | 16                       |                          |
| 2017                     | 848.003                  | 35,9 %                   | 14                       |                          |

## Abgeordnete der CDU Rheinland-Pfalz in anderen Parlamenten

### Deutscher Bundestag
Folgende Mitglieder der CDU Rheinland-Pfalz sind im aktuellen Bundestag vertreten:
- Patrick Schnieder, Vorsitzender des Landesgruppe Rheinland-Pfalz in der Unionsfraktion und Parlamentarischer Geschäftsführer der CDU/CSU-Bundestagsfraktion
- Josef Oster
- Thomas Gebhart
- Mechthild Heil
- Julia Klöckner
- Jan Metzler
- Erwin Rüddel
- Johannes Steiniger
- Marlon Bröhr

### Europäisches Parlament
Die CDU Rheinland-Pfalz wird durch folgende Personen im Europäischen Parlament vertreten:
- Christine Schneider
- Ralf Seekatz

## Ministerpräsidenten von Rheinland-Pfalz mit Parteimitgliedschaft in der CDU
Die nachfolgenden Politiker waren in der Position des Ministerpräsidenten von Rheinland-Pfalz Mitglied der CDU.

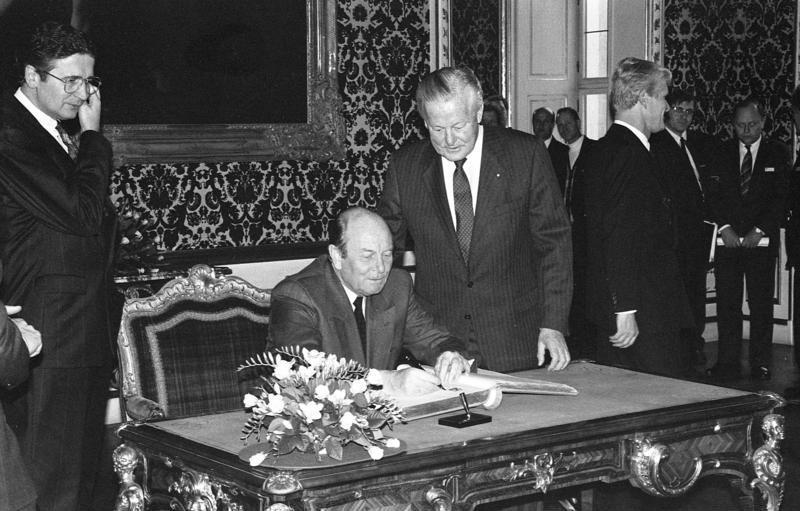
Carl-Ludwig Wagner (sitzend) 8. Dezember 1988 bis 21. Mai 1991
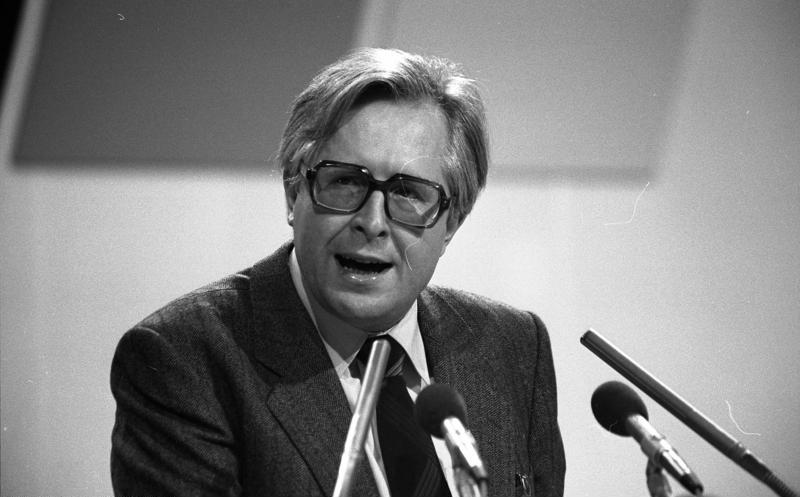
Bernhard Vogel 2. Dezember 1976 bis 8. Dezember 1988
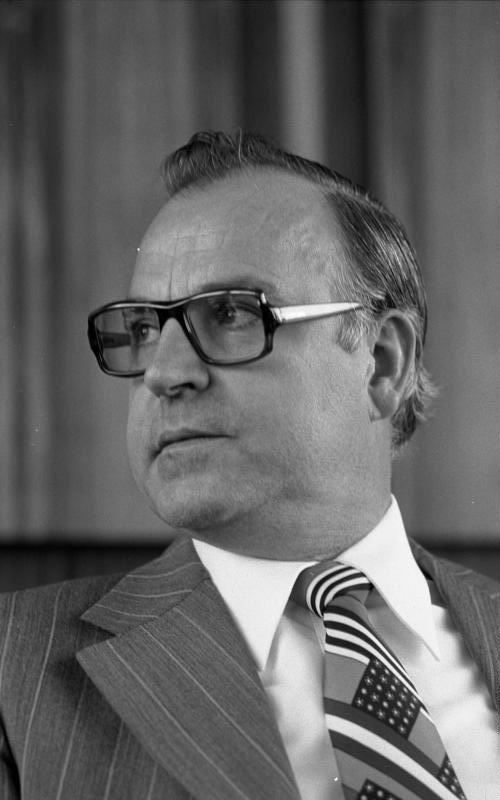
Helmut Kohl 19. Mai 1969 bis 2. Dezember 1976
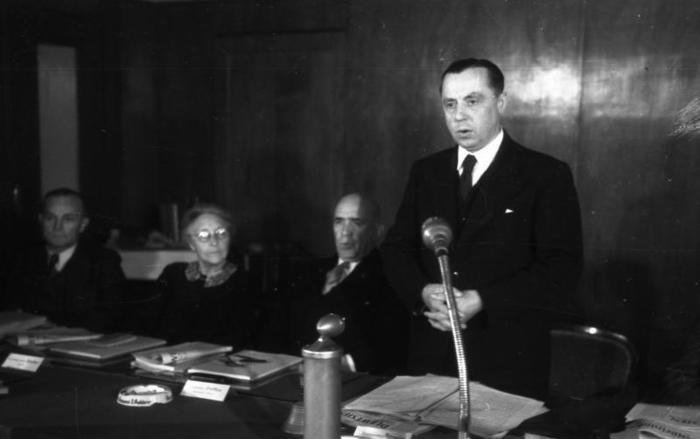
Peter Altmeier (stehend) 9. Juli 1947 bis 18. Mai 1969
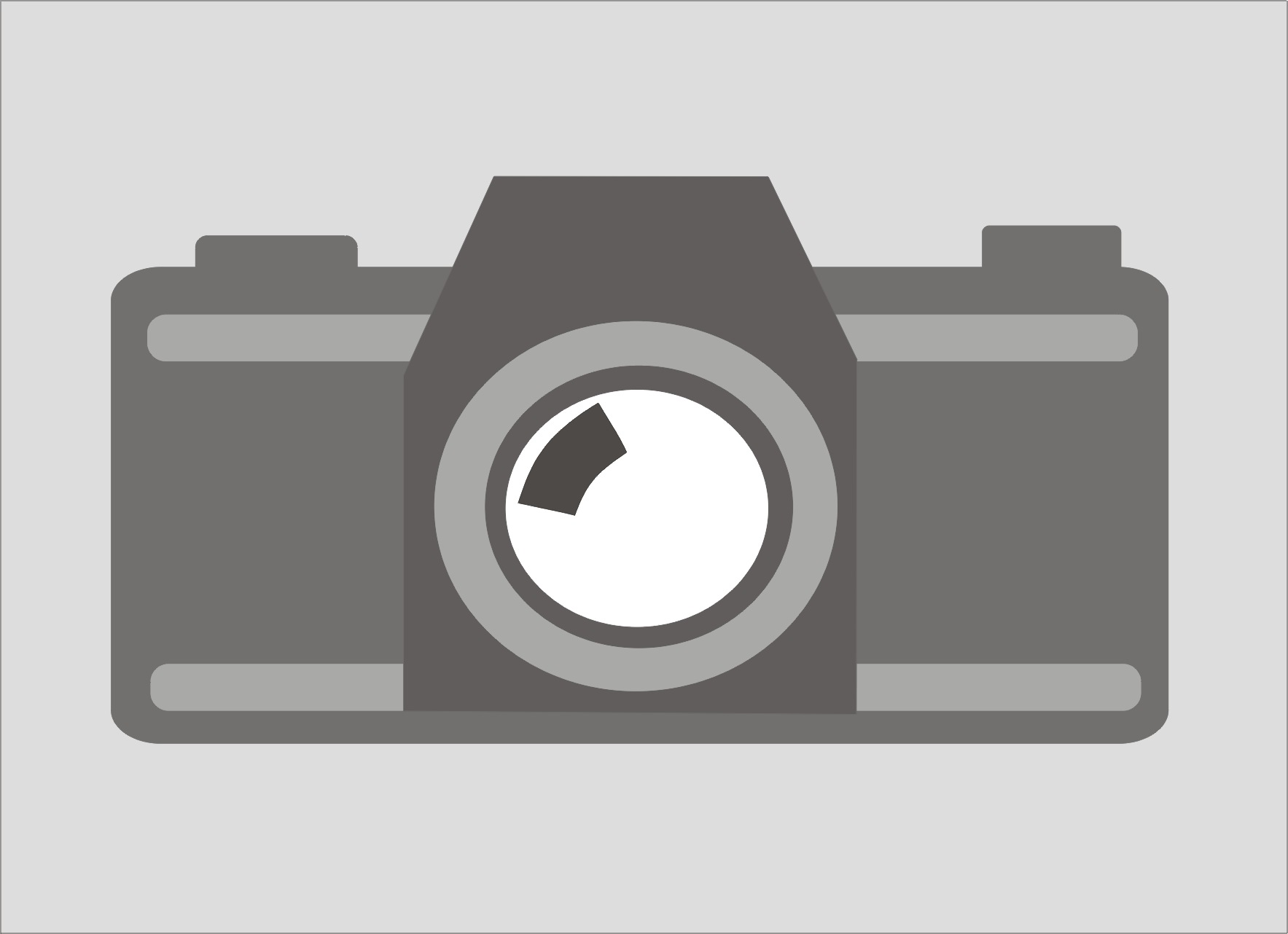
Wilhelm Boden 2. Dezember 1946 bis 9. Juli 1947